# Cirrhigaleus asper
Cirrhigaleus asper är en hajart som först beskrevs av Merrett 1973.  Cirrhigaleus asper ingår i släktet Cirrhigaleus och familjen pigghajar. IUCN kategoriserar arten globalt som otillräckligt studerad. Inga underarter finns listade i Catalogue of Life.